# Gradi della polizia locale della Liguria
I gradi della polizia locale della Liguria sono regolati dall'allegato n. 1 della Delibera della Giunta Regionale n. 339 del 14 aprile 2023, in attuazione dell’articolo 14 della legge regionale 1 agosto 2008, n. 31 “Disciplina in materia di polizia locale”.

## Tabelle riassuntive dei distintivi di grado

### Tabella gradi
| Grado                                               | Distintivo per controspallina | Distintivo tubolare | Distintivo pettorale | Soggolo |
| --------------------------------------------------- | ----------------------------- | ------------------- | -------------------- | ------- |
| Dirigenti                                           |                               |                     |                      |         |
| Comandante di Capoluogo di Regione                  |                               |                     |                      |         |
| Comandante e Vicecomandante di Capoluogo di Regione |                               |                     |                      |         |
| Dirigente                                           |                               |                     |                      |         |
| Area dei funzionari e delle elevate qualificazioni  |                               |                     |                      |         |
| Primo Commissario                                   |                               |                     |                      |         |
| Commissario Superiore                               |                               |                     |                      |         |
| Commissario Capo                                    |                               |                     |                      |         |
| Commissario                                         |                               |                     |                      |         |
| Vice Commissario                                    |                               |                     |                      |         |
| Area degli istruttori                               |                               |                     |                      |         |
| Ispettore Capo                                      |                               |                     |                      |         |
| Ispettore                                           |                               |                     |                      |         |
| Sovrintendente Capo                                 |                               |                     |                      |         |
| Sovrintendente                                      |                               |                     |                      |         |
| Assistente                                          |                               |                     |                      |         |
| Agente Scelto                                       |                               |                     |                      |         |
| Agente                                              |                               |                     |                      |         |

### Tabella gradi Comandanti e Vicecomandanti
| Grado                                              | Distintivo per controspallina | Distintivo tubolare | Distintivo pettorale | Soggolo |
| -------------------------------------------------- | ----------------------------- | ------------------- | -------------------- | ------- |
| Area dei funzionari e delle elevate qualificazioni |                               |                     |                      |         |
| Primo Commissario                                  |                               |                     |                      |         |
| Commissario Superiore                              |                               |                     |                      |         |
| Commissario Capo                                   |                               |                     |                      |         |
| Commissario                                        |                               |                     |                      |         |
| Vice Commissario                                   |                               |                     |                      |         |

Tabella riferita alle ipotesi in cui un funzionario sia Comandante, in un Comando privo di dirigenti, oppure Vicecomandante, in un Comando con dirigenti. In tali casi vi è un binario liscio, per indicare le funzioni di comando.

## Distintivi di grado e qualità funzionali
| Grado                                               | Distintivo di grado                                                                                                  | Soggolo                                                                                     | Qualità funzionale |
| --------------------------------------------------- | --- | ------------------------------------------------------------------------------------------- | ------------------ |
| Comandante di Capoluogo di Regione                  | n° 1 stella a sei punte in metallo argentato bordata di rosso e una decorazione argentata                            | Soggolo in treccia grande argentato con n° 1 galloncino argentato bordato di rosso          | Ufficiale di P.G.  |
| Comandante e Vicecomandante di Capoluogo di Regione | n° 3 stelle a sei punte in metallo argentato bordate di rosso e una torre argentata con quattro merli                | Soggolo in treccia argentato con n° 3 galloncini argentati bordati di rosso                 | Ufficiale di P.G.  |
| Dirigente                                           | n° 3 stelle a sei punte in metallo argentato e una torre argentata con quattro merli                                 | Soggolo in treccia argentato con n° 3 galloncini argentati                                  | Ufficiale di P.G.  |
| Primo Commissario                                   | n° 2 stelle a sei punte in metallo argentato bordate di rosso e una torre argentata con quattro merli                | Soggolo in treccia argentato con n° 2 galloncini argentati bordati di rosso                 | Ufficiale di P.G.  |
| Commissario Superiore                               | n° 2 stelle a sei punte in metallo argentato e una torre argentata con quattro merli                                 | Soggolo in treccia argentato con n° 2 galloncini argentati                                  | Ufficiale di P.G.  |
| Commissario Capo                                    | n° 1 stella a sei punte in metallo argentato e una torre argentata con quattro merli                                 | Soggolo in treccia argentato con n° 1 galloncino argentato                                  | Ufficiale di P.G.  |
| Commissario                                         | n° 3 stelle a sei punte in metallo argentato                                                                         | Soggolo argentato con n° 3 galloncini argentati                                             | Ufficiale di P.G.  |
| Vice Commissario                                    | n° 2 stella a sei punte in metallo argentato                                                                         | Soggolo argentato con n° 2 galloncino argentato                                             | Ufficiale di P.G.  |
| Ispettore Capo                                      | n° 1 stella piccola a sei punte in metallo argentato bordata di rosso e n° 3 barrette in metallo argentato zigrinato | Soggolo nero con rigo grigio scuro con n° 3 galloncini argentati zigrinati bordati di rosso | Ufficiale di P.G.  |
| Ispettore                                           | n° 1 stella piccola a sei punte in metallo argentato e n° 3 barrette in metallo argentato zigrinato                  | Soggolo nero con rigo grigio scuro con n° 3 galloncini argentati zigrinati                  | Ufficiale di P.G.  |
| Sovrintendente Capo                                 | n° 3 barrette in metallo argentato zigrinato                                                                         | Soggolo nero con rigo grigio scuro con n° 3 galloncini argentati zigrinati                  | Agente di P.G.     |
| Sovrintendente                                      | n° 2 barrette in metallo argentato zigrinato                                                                         | Soggolo nero con rigo grigio scuro con n° 2 galloncini argentati zigrinati                  | Agente di P.G.     |
| Assistente                                          | n° 1 barretta in metallo argentato zigrinato                                                                         | Soggolo nero con rigo grigio scuro con n° 1 galloncino argentato zigrinato                  | Agente di P.G.     |
| Agente Scelto                                       | Un gallone di colore argento disposto a 'V' con il vertice verso l'esterno della controspallina                      | Soggolo nero semplice                                                                       | Agente di P.G.     |
| Agente                                              | Nessun distintivo di grado                                                                                           | Soggolo nero semplice                                                                       | Agente di P.G.     |

## Criteri e modalità per l'attribuzione e la progressione del grado
I criteri e le modalità per l'attribuzione e la progressione dei gradi della Polizia Locale della Liguria sono normati dall'art. 14 e dalla Sezione II della DGR 339 del 14 aprile 2023.
I gradi di primo accesso sono Agente, per il personale inquadrato nell'area degli istruttori (ex categoria contrattuale C), e Vice Commissario, per il personale inquadrato nell'area dei funzionari e delle elevate qualificazioni (ex categoria contrattuale D).
L'avanzamento di grado è determinato da due requisiti: anzianità, e, laddove previsto, il superamento di uno specifico test.

### Progressione nei gradi superiori interni all'area degli istruttori (ex cat. C)
- da Agente ad Agente Scelto: almeno 6 anni di anzianità e superamento di specifico test;
- da Agente Scelto ad Assistente: almeno 12 anni di anzianità e superamento di specifico test;
- da Assistente a Sovrintendente: almeno 18 anni di anzianità e superamento di specifico test;
- da Sovrintendente a Sovrintendente Capo: almeno 25 anni di anzianità e superamento di specifico test;
- Ispettore: almeno 10 anni di anzianità e superamento di specifico test; il grado può essere attribuito solo nel caso di funzioni di coordinamento connesse a specifiche responsabilità. L’accesso a tale grado è contingentato, sulla base delle esigenze dell’Ente locale.
- Ispettore Capo: titolare di Elevata Qualificazione (specifica nomina).

### Progressione nei gradi superiori interni all'area dei funzionari e delle elevate qualificazioni (ex cat. D)
- da Vice Commissario a Commissario: almeno 6 anni di anzianità e superamento di specifico test;
- da Commissario a Commissario Capo: almeno 12 anni di anzianità e superamento di specifico test;
- da Commissario Capo a Commissario Superiore: almeno 18 anni di anzianità e superamento di specifico test;
- Primo Commissario: titolare di Elevata Qualificazione (specifica nomina);
- Dirigente: titolare di incarico dirigenziale (specifica nomina).
- Comandante e Vicecomandante di Capoluogo di Regione: titolare di incarico dirigenziale (specifica nomina).
- Comandante di Capoluogo di Regione: titolare di incarico dirigenziale (specifica nomina).